# Bernádtelep
Bernádtelep (románul Bârnadu) település Romániában, Neamț megyében.

## Fekvése
Neamț megye nyugati részén, Karácsonkőtől 47 km-re nyugatra, a Békás-patak völgyében fekvő település.

## Története
1956-ig Gyergyószentmiklós része volt, ebben az évben függetlenné vált. Jelenleg Almásmező község része.

## Lakossága
2002-ben 126 lakosa volt, mind románok.